# Calicina dimorphica
Calicina dimorphica is een hooiwagen uit de familie Phalangodidae. De wetenschappelijke naam van Calicina dimorphica gaat terug op Ubick & Briggs.